# San Antonio Spurs 2017-2018
La stagione 2017-2018 dei San Antonio Spurs è stata la 51ª stagione della franchigia nella NBA, la 42ª a San Antonio.

## Draft
| Giro | Scelta | Giocatore         | Ruolo | Nazionalità | Università/Squadra |
| ---- | ------ | ----------------- | ----- | ----------- | ------------------ |
| 1    | 29     | Derrick White     | P     | Stati Uniti | Colorado           |
| 2    | 59     | Jaron Blossomgame | AP    | Stati Uniti | Clemson            |

## Roster
| \| Pos. \| Num. \| Naz. \| Nome \| Altezza \| Peso \| Data nascita \| Provenienza \| \| ----- \| ---- \| ---- \| --------------------- \| ------- \| ------ \| ------------ \| --------------- \| \| AG/C \| 12 \| \| Aldridge, LaMarcus \| 211 cm \| 118 kg \| 19-07-1985 \| Texas \| \| G/AP \| 1 \| \| Anderson, Kyle \| 206 cm \| 104 kg \| 20-09-1993 \| UCLA \| \| AP/AG \| 42 \| \| Bertāns, Dāvis \| 208 cm \| 95 kg \| 12-11-1992 \| Lituania \| \| AG \| 10 \| \| Costello, Matt (TW) \| 208 cm \| 109 kg \| 05-08-1993 \| Michigan State \| \| P/G \| 11 \| \| Forbes, Bryn \| 191 cm \| 86 kg \| 23-07-1993 \| Michigan State \| \| AG/C \| 16 \| \| Gasol, Pau \| 213 cm \| 113 kg \| 06-07-1980 \| Spagna \| \| AP \| 22 \| \| Gay, Rudy \| 203 cm \| 104 kg \| 17-08-1986 \| Connecticut \| \| G \| 20 \| \| Ginóbili, Manu (C) \| 198 cm \| 93 kg \| 28-07-1977 \| Argentina \| \| G/AP \| 14 \| \| Green, Danny \| 198 cm \| 98 kg \| 22-06-1987 \| North Carolina \| \| G/AP \| 24 \| \| Hilliard, Darrun (TW) \| 198 cm \| 100 kg \| 13-04-1993 \| Villanova \| \| AG/C \| 77 \| \| Lauvergne, Joffrey \| 211 cm \| 118 kg \| 30-09-1991 \| Francia \| \| AP \| 2 \| \| Leonard, Kawhi (C) \| 201 cm \| 104 kg \| 29-06-1991 \| San Diego State \| \| P \| 8 \| \| Mills, Patty \| 183 cm \| 84 kg \| 11-08-1988 \| Saint Mary's \| \| P \| 5 \| \| Murray, Dejounte \| 196 cm \| 77 kg \| 19-09-1996 \| Washington \| \| P \| 9 \| \| Parker, Tony (C) \| 188 cm \| 84 kg \| 17-05-1982 \| Francia \| \| G \| 3 \| \| Paul, Brandon \| 193 cm \| 91 kg \| 30-04-1991 \| Illinois \| \| P/G \| 4 \| \| White, Derrick \| 193 cm \| 86 kg \| 02-07-1994 \| Colorado \| | Allenatore - Gregg Popovich Assistente/i - James Borrego - Chip Engelland - Becky Hammon - Will Hardy - Ettore Messina - Ime Udoka Legenda - (C) Capitano - (FA) Free agent - (S) Sospeso - (TW) Contratto Two-way - (GL) Assegnato a squadra G League affiliata - Infortunato Roster • Transazioni · Ultima transazione: 12 aprile 2018 |                        |                       |         |        |              |                 |
| Pos. | Num. | Naz.                   | Nome                  | Altezza | Peso   | Data nascita | Provenienza     |
| AG/C | 12 | Stati Uniti (bandiera) | Aldridge, LaMarcus    | 211 cm  | 118 kg | 19-07-1985   | Texas           |
| G/AP | 1 | Stati Uniti (bandiera) | Anderson, Kyle        | 206 cm  | 104 kg | 20-09-1993   | UCLA            |
| AP/AG | 42 | Lettonia (bandiera)    | Bertāns, Dāvis        | 208 cm  | 95 kg  | 12-11-1992   | Lituania        |
| AG | 10 | Stati Uniti (bandiera) | Costello, Matt (TW)   | 208 cm  | 109 kg | 05-08-1993   | Michigan State  |
| P/G | 11 | Stati Uniti (bandiera) | Forbes, Bryn          | 191 cm  | 86 kg  | 23-07-1993   | Michigan State  |
| AG/C | 16 | Spagna (bandiera)      | Gasol, Pau            | 213 cm  | 113 kg | 06-07-1980   | Spagna          |
| AP | 22 | Stati Uniti (bandiera) | Gay, Rudy             | 203 cm  | 104 kg | 17-08-1986   | Connecticut     |
| G | 20 | Argentina (bandiera)   | Ginóbili, Manu (C)    | 198 cm  | 93 kg  | 28-07-1977   | Argentina       |
| G/AP | 14 | Stati Uniti (bandiera) | Green, Danny          | 198 cm  | 98 kg  | 22-06-1987   | North Carolina  |
| G/AP | 24 | Stati Uniti (bandiera) | Hilliard, Darrun (TW) | 198 cm  | 100 kg | 13-04-1993   | Villanova       |
| AG/C | 77 | Francia (bandiera)     | Lauvergne, Joffrey    | 211 cm  | 118 kg | 30-09-1991   | Francia         |
| AP | 2 | Stati Uniti (bandiera) | Leonard, Kawhi (C)    | 201 cm  | 104 kg | 29-06-1991   | San Diego State |
| P | 8 | Australia (bandiera)   | Mills, Patty          | 183 cm  | 84 kg  | 11-08-1988   | Saint Mary's    |
| P | 5 | Stati Uniti (bandiera) | Murray, Dejounte      | 196 cm  | 77 kg  | 19-09-1996   | Washington      |
| P | 9 | Francia (bandiera)     | Parker, Tony (C)      | 188 cm  | 84 kg  | 17-05-1982   | Francia         |
| G | 3 | Stati Uniti (bandiera) | Paul, Brandon         | 193 cm  | 91 kg  | 30-04-1991   | Illinois        |
| P/G | 4 | Stati Uniti (bandiera) | White, Derrick        | 193 cm  | 86 kg  | 02-07-1994   | Colorado        |

## Classifiche

### Division

#### Southwest Division
| Southwest Division      | Southwest Division | Southwest Division | Southwest Division | Southwest Division | Southwest Division | Southwest Division | Southwest Division | Southwest Division |
| Squadra                 | V                  | S                  | V%                 | PR                 | Casa               | Trasf              | Div                | PG                 |
| ----------------------- | ------------------ | ------------------ | ------------------ | ------------------ | ------------------ | ------------------ | ------------------ | ------------------ |
| z – Houston Rockets     | 65                 | 17                 | .793               | 0,0                | 34–7               | 31–10              | 12–4               | 82                 |
| x – N. Orleans Pelicans | 48                 | 34                 | .585               | 17,0               | 24–17              | 24–17              | 9–7                | 82                 |
| x – San Antonio Spurs   | 47                 | 35                 | .573               | 18,0               | 33–8               | 14–27              | 9–7                | 82                 |
| Dallas Mavericks        | 24                 | 58                 | .293               | 41,0               | 15–26              | 9–32               | 5–11               | 82                 |
| Memphis Grizzlies       | 22                 | 60                 | .268               | 43,0               | 16–25              | 6–35               | 5–11               | 82                 |

### Conference

#### Western Conference
| Western Conference | Western Conference        | Western Conference | Western Conference | Western Conference | Western Conference | Western Conference |
| #                  | Squadra                   | V                  | S                  | V%                 | PR                 | PG                 |
| ------------------ | ------------------------- | ------------------ | ------------------ | ------------------ | ------------------ | ------------------ |
| 1                  | z – Houston Rockets *     | 65                 | 17                 | .793               | –                  | 82                 |
| 2                  | y – Golden St. Warriors * | 58                 | 24                 | .707               | 7,0                | 82                 |
| 3                  | y – Portland T. Blazers * | 49                 | 33                 | .598               | 16,0               | 82                 |
| 4                  | x – Oklahoma Thunder      | 48                 | 34                 | .585               | 17,0               | 82                 |
| 5                  | x – Utah Jazz             | 48                 | 34                 | .585               | 17,0               | 82                 |
| 6                  | x – N. Orleans Pelicans   | 48                 | 34                 | .585               | 17,0               | 82                 |
| 7                  | x – San Antonio Spurs     | 47                 | 35                 | .573               | 18,0               | 82                 |
| 8                  | x – Minnesota T'wolves    | 47                 | 35                 | .573               | 18,0               | 82                 |
|                    |                           |                    |                    |                    |                    |                    |
| 9                  | Denver Nuggets            | 46                 | 36                 | .561               | 19,0               | 82                 |
| 10                 | L.A. Clippers             | 42                 | 40                 | .512               | 23,0               | 82                 |
| 11                 | L.A. Lakers               | 35                 | 47                 | .427               | 30,0               | 82                 |
| 12                 | Sacramento Kings          | 27                 | 55                 | .329               | 38,0               | 82                 |
| 13                 | Dallas Mavericks          | 24                 | 58                 | .293               | 41,0               | 82                 |
| 14                 | Memphis Grizzlies         | 22                 | 60                 | .268               | 43,0               | 82                 |
| 15                 | Phoenix Suns              | 21                 | 61                 | .256               | 44,0               | 82                 |

## Calendario e risultati

### Preseason
| Preseason 2017                                    | Preseason 2017                                    | Preseason 2017                                    | Preseason 2017                                    | Preseason 2017                                    | Preseason 2017                                    | Preseason 2017                                    | Preseason 2017                                    | Preseason 2017                                    |
| Record preseason: 3–2 (Casa: 2–1; Trasferta: 1–1) | Record preseason: 3–2 (Casa: 2–1; Trasferta: 1–1) | Record preseason: 3–2 (Casa: 2–1; Trasferta: 1–1) | Record preseason: 3–2 (Casa: 2–1; Trasferta: 1–1) | Record preseason: 3–2 (Casa: 2–1; Trasferta: 1–1) | Record preseason: 3–2 (Casa: 2–1; Trasferta: 1–1) | Record preseason: 3–2 (Casa: 2–1; Trasferta: 1–1) | Record preseason: 3–2 (Casa: 2–1; Trasferta: 1–1) | Record preseason: 3–2 (Casa: 2–1; Trasferta: 1–1) |
| Partita                                           | Data                                              | Avversario                                        | Punteggio                                         | Più punti                                         | Più rimbalzi                                      | Più assist                                        | Spettatori                                        | Record                                            |
| ------------------------------------------------- | ------------------------------------------------- | ------------------------------------------------- | ------------------------------------------------- | ------------------------------------------------- | ------------------------------------------------- | ------------------------------------------------- | ------------------------------------------------- | ------------------------------------------------- |
| 1                                                 | 2 ottobre                                         | @ Sacramento Kings                                | S 100–106                                         | LaMarcus Aldridge (17)                            | Dāvis Bertāns (6)                                 | Gasol, Ginobili, Mills (3)                        | Golden 1 Center 16.000                            | 0–1                                               |
| 2                                                 | 6 ottobre                                         | Sacramento Kings                                  | V 113–93                                          | Danny Green (20)                                  | Joffrey Lauvergne (10)                            | Patty Mills (6)                                   | AT&T Center 18.082                                | 1–1                                               |
| 3                                                 | 8 ottobre                                         | Denver Nuggets                                    | V 122–100                                         | LaMarcus Aldridge (21)                            | Matt Costello (12)                                | LaMarcus Aldridge (6)                             | AT&T Center 17.832                                | 2–1                                               |
| 4                                                 | 10 ottobre                                        | Orlando Magic                                     | S 98–103                                          | LaMarcus Aldridge (16)                            | Gasol, Gay, Lauvergne (7)                         | Dejounte Murray (5)                               | AT&T Center 17.671                                | 2–2                                               |
| 5                                                 | 13 ottobre                                        | @ Houston Rockets                                 | V 106–97                                          | LaMarcus Aldridge (26)                            | LaMarcus Aldridge (10)                            | Danny Green (7)                                   | Toyota Center 17.445                              | 3–2                                               |

### Regular season

#### Andamento stagionale
| Stagione 2017-2018                            | Stagione 2017-2018                            | Stagione 2017-2018                            | Stagione 2017-2018                            | Stagione 2017-2018                            | Stagione 2017-2018                            | Stagione 2017-2018                            | Stagione 2017-2018                            | Stagione 2017-2018                            |
| Totale : 47–35 (Casa: 33–8; Trasferta: 14–27) | Totale : 47–35 (Casa: 33–8; Trasferta: 14–27) | Totale : 47–35 (Casa: 33–8; Trasferta: 14–27) | Totale : 47–35 (Casa: 33–8; Trasferta: 14–27) | Totale : 47–35 (Casa: 33–8; Trasferta: 14–27) | Totale : 47–35 (Casa: 33–8; Trasferta: 14–27) | Totale : 47–35 (Casa: 33–8; Trasferta: 14–27) | Totale : 47–35 (Casa: 33–8; Trasferta: 14–27) | Totale : 47–35 (Casa: 33–8; Trasferta: 14–27) |
| --------------------------------------------- | --------------------------------------------- | --------------------------------------------- | --------------------------------------------- | --------------------------------------------- | --------------------------------------------- | --------------------------------------------- | --------------------------------------------- | --------------------------------------------- |

#### Ottobre
| Ottobre 2017                                  | Ottobre 2017                                  | Ottobre 2017                                  | Ottobre 2017                                  | Ottobre 2017                                  | Ottobre 2017                                  | Ottobre 2017                                  | Ottobre 2017                                  | Ottobre 2017                                  |
| Record mese : 4–3 (Casa: 2–0; Trasferta: 2–3) | Record mese : 4–3 (Casa: 2–0; Trasferta: 2–3) | Record mese : 4–3 (Casa: 2–0; Trasferta: 2–3) | Record mese : 4–3 (Casa: 2–0; Trasferta: 2–3) | Record mese : 4–3 (Casa: 2–0; Trasferta: 2–3) | Record mese : 4–3 (Casa: 2–0; Trasferta: 2–3) | Record mese : 4–3 (Casa: 2–0; Trasferta: 2–3) | Record mese : 4–3 (Casa: 2–0; Trasferta: 2–3) | Record mese : 4–3 (Casa: 2–0; Trasferta: 2–3) |
| Partita                                       | Data                                          | Avversario                                    | Punteggio                                     | Più punti                                     | Più rimbalzi                                  | Più assist                                    | Spettatori                                    | Record                                        |
| --------------------------------------------- | --------------------------------------------- | --------------------------------------------- | --------------------------------------------- | --------------------------------------------- | --------------------------------------------- | --------------------------------------------- | --------------------------------------------- | --------------------------------------------- |
| 1                                             | 18 ottobre                                    | Minnesota T'wolves                            | V 107–99                                      | LaMarcus Aldridge (25)                        | LaMarcus Aldridge (10)                        | Aldridge, Gasol, Ginobili (4)                 | AT&T Center 18.418                            | 1–0                                           |
| 2                                             | 21 ottobre                                    | @ Chicago Bulls                               | V 87–77                                       | LaMarcus Aldridge (28)                        | Aldridge, Murray (10)                         | Dejounte Murray (6)                           | United Center 21.640                          | 2–0                                           |
| 3                                             | 23 ottobre                                    | Toronto Raptors                               | V 101–97                                      | LaMarcus Aldridge (20)                        | Dejounte Murray (14)                          | Dejounte Murray (6)                           | AT&T Center 18.418                            | 3–0                                           |
| 4                                             | 25 ottobre                                    | @ Miami Heat                                  | V 117–100                                     | LaMarcus Aldridge (31)                        | Kyle Anderson (10)                            | Gay, Mills (4)                                | American Airlines Arena 19.600                | 4–0                                           |
| 5                                             | 27 ottobre                                    | @ Orlando Magic                               | S 87–114                                      | LaMarcus Aldridge (24)                        | Aldridge, Gasol (11)                          | Anderson, Gay, Murray (10)                    | Amway Center 17.337                           | 4–1                                           |
| 6                                             | 29 ottobre                                    | @ Indiana Pacers                              | S 94–97                                       | LaMarcus Aldridge (26)                        | Aldridge, Anderson (8)                        | Gasol, Ginobili (5)                           | Bankers Life Fieldhouse 15.013                | 4–2                                           |
| 7                                             | 30 ottobre                                    | @ Boston Celtics                              | S 94–108                                      | Brandon Paul (18)                             | Pau Gasol (8)                                 | Gasol, Mills, Murray (4)                      | TD Garden 18.624                              | 4–3                                           |

#### Novembre
| Novembre 2017                                 | Novembre 2017                                 | Novembre 2017                                 | Novembre 2017                                 | Novembre 2017                                 | Novembre 2017                                 | Novembre 2017                                 | Novembre 2017                                 | Novembre 2017                                 |
| Record mese: 10–4 (Casa: 8–2; Trasferta: 2–2) | Record mese: 10–4 (Casa: 8–2; Trasferta: 2–2) | Record mese: 10–4 (Casa: 8–2; Trasferta: 2–2) | Record mese: 10–4 (Casa: 8–2; Trasferta: 2–2) | Record mese: 10–4 (Casa: 8–2; Trasferta: 2–2) | Record mese: 10–4 (Casa: 8–2; Trasferta: 2–2) | Record mese: 10–4 (Casa: 8–2; Trasferta: 2–2) | Record mese: 10–4 (Casa: 8–2; Trasferta: 2–2) | Record mese: 10–4 (Casa: 8–2; Trasferta: 2–2) |
| Partita                                       | Data                                          | Avversario                                    | Punteggio                                     | Più punti                                     | Più rimbalzi                                  | Più assist                                    | Spettatori                                    | Record                                        |
| --------------------------------------------- | --------------------------------------------- | --------------------------------------------- | --------------------------------------------- | --------------------------------------------- | --------------------------------------------- | --------------------------------------------- | --------------------------------------------- | --------------------------------------------- |
| 8                                             | 2 novembre                                    | G.S. Warriors                                 | S 92–112                                      | LaMarcus Aldridge (24)                        | LaMarcus Aldridge (10)                        | Anderson, Green (4)                           | AT&T Center 18.418                            | 4–4                                           |
| 9                                             | 3 novembre                                    | Charlotte Hornets                             | V 108–101                                     | Bryn Forbes (22)                              | Pau Gasol (10)                                | Pau Gasol (7)                                 | AT&T Center 18.418                            | 5–4                                           |
| 10                                            | 5 novembre                                    | Phoenix Suns                                  | V 112–95                                      | LaMarcus Aldridge (21)                        | Aldridge, Gasol (9)                           | Patty Mills (4)                               | AT&T Center 18.038                            | 6–4                                           |
| 11                                            | 7 novembre                                    | L.A. Clippers                                 | V 120–107                                     | LaMarcus Aldridge (25)                        | Pau Gasol (8)                                 | Gasol, Mills (6)                              | AT&T Center 18.418                            | 7–4                                           |
| 12                                            | 10 novembre                                   | Milwaukee Bucks                               | S 87–94                                       | LaMarcus Aldridge (20)                        | LaMarcus Aldridge (12)                        | Pau Gasol (5)                                 | AT&T Center 18.418                            | 7–5                                           |
| 13                                            | 11 novembre                                   | Chicago Bulls                                 | V 133–94                                      | Pau Gasol (21)                                | Pau Gasol (10)                                | Patty Mills (6)                               | AT&T Center 18.418                            | 8–5                                           |
| 14                                            | 14 novembre                                   | @ Dallas Mavericks                            | V 97–91                                       | LaMarcus Aldridge (25)                        | Pau Gasol (10)                                | Aldridge, Gasol (4)                           | American Airlines Center 19.535               | 9–5                                           |
| 15                                            | 15 novembre                                   | @ Minnesota T'wolves                          | S 86–98                                       | LaMarcus Aldridge (15)                        | LaMarcus Aldridge (10)                        | Patty Mills (5)                               | Target Center 18.978                          | 9–6                                           |
| 16                                            | 17 novembre                                   | Oklahoma Thunder                              | V 104–101                                     | LaMarcus Aldridge (26)                        | LaMarcus Aldridge (9)                         | Kyle Anderson (6)                             | AT&T Center 18.418                            | 10–6                                          |
| 17                                            | 20 novembre                                   | Atlanta Hawks                                 | V 96–85                                       | LaMarcus Aldridge (22)                        | LaMarcus Aldridge (11)                        | Kyle Anderson (10)                            | AT&T Center 18.418                            | 11–6                                          |
| 18                                            | 22 novembre                                   | @ N.O. Pelicans                               | S 90–107                                      | Rudy Gay (19)                                 | Pau Gasol (9)                                 | Anderson, Danny Green, Murray (4)             | Smoothie King Center 17.539                   | 11–7                                          |
| 19                                            | 25 novembre                                   | @ Charlotte Hornets                           | V 106–86                                      | Aldridge, Gasol (17)                          | Aldridge, Gasol, Danny Green (7)              | Aldridge, Gay (4)                             | Spectrum Center 18.597                        | 12–7                                          |
| 20                                            | 27 novembre                                   | Dallas Mavericks                              | V 115–108                                     | LaMarcus Aldridge (33)                        | Aldridge, Gasol (10)                          | Anderson, Green, Mills (5)                    | AT&T Center 17.918                            | 13–7                                          |
| 21                                            | 29 novembre                                   | Memphis Grizzlies                             | V 104–95                                      | LaMarcus Aldridge (33)                        | Aldridge, Gasol (6)                           | Mills, Parker (5)                             | AT&T Center 18.013                            | 14–7                                          |

#### Dicembre
| Dicembre 2017                                 | Dicembre 2017                                 | Dicembre 2017                                 | Dicembre 2017                                 | Dicembre 2017                                 | Dicembre 2017                                 | Dicembre 2017                                 | Dicembre 2017                                 | Dicembre 2017                                 |
| Record mese: 11–5 (Casa: 7–0; Trasferta: 4–5) | Record mese: 11–5 (Casa: 7–0; Trasferta: 4–5) | Record mese: 11–5 (Casa: 7–0; Trasferta: 4–5) | Record mese: 11–5 (Casa: 7–0; Trasferta: 4–5) | Record mese: 11–5 (Casa: 7–0; Trasferta: 4–5) | Record mese: 11–5 (Casa: 7–0; Trasferta: 4–5) | Record mese: 11–5 (Casa: 7–0; Trasferta: 4–5) | Record mese: 11–5 (Casa: 7–0; Trasferta: 4–5) | Record mese: 11–5 (Casa: 7–0; Trasferta: 4–5) |
| Partita                                       | Data                                          | Avversario                                    | Punteggio                                     | Più punti                                     | Più rimbalzi                                  | Più assist                                    | Spettatori                                    | Record                                        |
| --------------------------------------------- | --------------------------------------------- | --------------------------------------------- | --------------------------------------------- | --------------------------------------------- | --------------------------------------------- | --------------------------------------------- | --------------------------------------------- | --------------------------------------------- |
| 22                                            | 1 dicembre                                    | @ Memphis Grizzlies                           | V 95–79                                       | LaMarcus Aldridge (22)                        | Pau Gasol (8)                                 | Manu Ginobili (6)                             | FedExForum 16.413                             | 15–7                                          |
| 23                                            | 3 dicembre                                    | @ Oklahoma Thunder                            | S 87–90                                       | Dejounte Murray (17)                          | Dejounte Murray (11)                          | Dejounte Murray (5)                           | Chesapeake Energy Arena 18.203                | 15–8                                          |
| 24                                            | 4 dicembre                                    | Detroit Pistons                               | V 96–93                                       | LaMarcus Aldridge (17)                        | Aldridge, Gasol, Gay (10)                     | Aldridge, Gasol, Gay (4)                      | AT&T Center 18.288                            | 16–8                                          |
| 25                                            | 6 dicembre                                    | Miami Heat                                    | V 117–105                                     | LaMarcus Aldridge (18)                        | Pau Gasol (7)                                 | Tony Parker (9)                               | AT&T Center 18.252                            | 17–8                                          |
| 26                                            | 8 dicembre                                    | Boston Celtics                                | V 105–102                                     | LaMarcus Aldridge (27)                        | Pau Gasol (11)                                | Mills, Parker (4)                             | AT&T Center 18.418                            | 18–8                                          |
| 27                                            | 9 dicembre                                    | @ Phoenix Suns                                | V 104–101                                     | Aldridge, Mills (20)                          | Dejounte Murray (14)                          | Dejounte Murray (4)                           | Talking Stick Resort Arena 16.575             | 19–8                                          |
| 28                                            | 12 dicembre                                   | @ Dallas Mavericks                            | S 89–95                                       | LaMarcus Aldridge (23)                        | LaMarcus Aldridge (13)                        | Bryn Forbes (4)                               | American Airlines Center 19.874               | 19–9                                          |
| 29                                            | 15 dicembre                                   | @ Houston Rockets                             | S 109–124                                     | LaMarcus Aldridge (16)                        | Rudy Gay (8)                                  | Dejounte Murray (5)                           | Toyota Center 18.055                          | 19–10                                         |
| 30                                            | 16 dicembre                                   | Dallas Mavericks                              | V 98–96                                       | LaMarcus Aldridge (22)                        | LaMarcus Aldridge (14)                        | Dejounte Murray (4)                           | AT&T Center 18.418                            | 20–10                                         |
| 31                                            | 18 dicembre                                   | L.A. Clippers                                 | V 109–91                                      | LaMarcus Aldridge (19)                        | Pau Gasol (12)                                | Tony Parker (7)                               | AT&T Center 18.418                            | 21–10                                         |
| 32                                            | 20 dicembre                                   | @ Portland T. Blazers                         | V 93–91                                       | LaMarcus Aldridge (22)                        | Pau Gasol (17)                                | Pau Gasol (6)                                 | Moda Center 19.393                            | 22–10                                         |
| 33                                            | 21 dicembre                                   | @ Utah Jazz                                   | S 89–100                                      | Bryn Forbes (12)                              | Dejounte Murray (8)                           | Tony Parker (6)                               | Vivint Smart Home Arena 18.306                | 22–11                                         |
| 34                                            | 23 dicembre                                   | @ Sacramento Kings                            | V 108–99                                      | LaMarcus Aldridge (29)                        | Pau Gasol (11)                                | Pau Gasol (10)                                | Golden 1 Center 17.583                        | 23–11                                         |
| 35                                            | 26 dicembre                                   | Brooklyn Nets                                 | V 109–97                                      | Kawhi Leonard (21)                            | Pau Gasol (12)                                | Pau Gasol (5)                                 | AT&T Center 18.492                            | 24–11                                         |
| 36                                            | 28 dicembre                                   | N.Y. Knicks                                   | V 119–107                                     | LaMarcus Aldridge (25)                        | Pau Gasol (11)                                | Pau Gasol (7)                                 | AT&T Center 18.935                            | 25–11                                         |
| 37                                            | 30 dicembre                                   | @ Detroit Pistons                             | S 79–93                                       | Kawhi Leonard (18)                            | LaMarcus Aldridge (11)                        | Patty Mills (4)                               | Little Caesars Arena 19.671                   | 25–12                                         |

#### Gennaio
| Gennaio 2018                                 | Gennaio 2018                                 | Gennaio 2018                                 | Gennaio 2018                                 | Gennaio 2018                                 | Gennaio 2018                                 | Gennaio 2018                                 | Gennaio 2018                                 | Gennaio 2018                                 |
| Record mese: 9–7 (Casa: 5–2; Trasferta: 4–5) | Record mese: 9–7 (Casa: 5–2; Trasferta: 4–5) | Record mese: 9–7 (Casa: 5–2; Trasferta: 4–5) | Record mese: 9–7 (Casa: 5–2; Trasferta: 4–5) | Record mese: 9–7 (Casa: 5–2; Trasferta: 4–5) | Record mese: 9–7 (Casa: 5–2; Trasferta: 4–5) | Record mese: 9–7 (Casa: 5–2; Trasferta: 4–5) | Record mese: 9–7 (Casa: 5–2; Trasferta: 4–5) | Record mese: 9–7 (Casa: 5–2; Trasferta: 4–5) |
| Partita                                      | Data                                         | Avversario                                   | Punteggio                                    | Più punti                                    | Più rimbalzi                                 | Più assist                                   | Spettatori                                   | Record                                       |
| -------------------------------------------- | -------------------------------------------- | -------------------------------------------- | -------------------------------------------- | -------------------------------------------- | -------------------------------------------- | -------------------------------------------- | -------------------------------------------- | -------------------------------------------- |
| 38                                           | 2 gennaio                                    | @ N.Y. Knicks                                | V 100–91                                     | LaMarcus Aldridge (29)                       | Leonard, Murray, Gasol (8)                   | Kawhi Leonard (4)                            | Madison Square Garden 19.812                 | 26–12                                        |
| 39                                           | 3 gennaio                                    | @ Philadelphia 76ers                         | S 106–112                                    | Patty Mills (26)                             | LaMarcus Aldridge (14)                       | Pau Gasol (4)                                | Wells Fargo Center 20.642                    | 26–13                                        |
| 40                                           | 5 gennaio                                    | Phoenix Suns                                 | V 103–89                                     | Ginobili, Leonard (21)                       | Bertāns, Gasol (7)                           | Tony Parker (7)                              | AT&T Center 18.501                           | 27–13                                        |
| 41                                           | 7 gennaio                                    | @ Portland T. Blazers                        | S 110–111                                    | LaMarcus Aldridge (30)                       | LaMarcus Aldridge (14)                       | Anderson, Gasol (5)                          | Moda Center 19.393                           | 27–14                                        |
| 42                                           | 8 gennaio                                    | @ Sacramento Kings                           | V 107–100                                    | LaMarcus Aldridge (31)                       | LaMarcus Aldridge (12)                       | Dejounte Murray (6)                          | Golden 1 Center 17.583                       | 28–14                                        |
| 43                                           | 11 gennaio                                   | @ L.A. Lakers                                | S 81–93                                      | LaMarcus Aldridge (20)                       | Pau Gasol (12)                               | Gasol, Murray (5)                            | Staples Center 18.997                        | 28–15                                        |
| 44                                           | 13 gennaio                                   | Denver Nuggets                               | V 112–80                                     | Kawhi Leonard (19)                           | Kawhi Leonard (8)                            | Tony Parker (5)                              | AT&T Center 18.418                           | 29–15                                        |
| 45                                           | 15 gennaio                                   | @ Atlanta Hawks                              | S 99–102                                     | LaMarcus Aldridge (25)                       | LaMarcus Aldridge (11)                       | Gasol, Parker (4)                            | Philips Arena 15.806                         | 29–16                                        |
| 46                                           | 17 gennaio                                   | @ Brooklyn Nets                              | V 100–95                                     | LaMarcus Aldridge (34)                       | Pau Gasol (12)                               | Pau Gasol (7)                                | Barclays Center 15.425                       | 30–16                                        |
| 47                                           | 19 gennaio                                   | @ Toronto Raptors                            | S 83–86                                      | LaMarcus Aldridge (17)                       | LaMarcus Aldridge (14)                       | Tony Parker (4)                              | Air Canada Centre 19.800                     | 30–17                                        |
| 48                                           | 21 gennaio                                   | Indiana Pacers                               | S 86–94                                      | Pau Gasol (14)                               | LaMarcus Aldridge (10)                       | Tony Parker (5)                              | AT&T Center 18.418                           | 30–18                                        |
| 49                                           | 23 gennaio                                   | Cleveland Cavaliers                          | V 114–102                                    | LaMarcus Aldridge (30)                       | Kyle Anderson (12)                           | Tony Parker (6)                              | AT&T Center 18.418                           | 31–18                                        |
| 50                                           | 24 gennaio                                   | @ Memphis Grizzlies                          | V 108–85                                     | Patty Mills (15)                             | Pau Gasol (15)                               | Pau Gasol (9)                                | FedExForum 15.812                            | 32–18                                        |
| 51                                           | 26 gennaio                                   | Philadelphia 76ers                           | S 78–97                                      | LaMarcus Aldridge (18)                       | Dejounte Murray (9)                          | Dejounte Murray (5)                          | AT&T Center 18.418                           | 32–19                                        |
| 52                                           | 28 gennaio                                   | Sacramento Kings                             | V 113–98                                     | Bryn Forbes (23)                             | Pau Gasol (11)                               | Dejounte Murray (6)                          | AT&T Center 18.418                           | 33–19                                        |
| 53                                           | 30 gennaio                                   | Denver Nuggets                               | V 106–104                                    | LaMarcus Aldridge (30)                       | Dejounte Murray (13)                         | Dejounte Murray (7)                          | AT&T Center 18.418                           | 34–19                                        |

#### Febbraio
| Febbraio 2018                                | Febbraio 2018                                | Febbraio 2018                                | Febbraio 2018                                | Febbraio 2018                                | Febbraio 2018                                | Febbraio 2018                                | Febbraio 2018                                | Febbraio 2018                                |
| Record mese: 2–7 (Casa: 0–3; Trasferta: 2–4) | Record mese: 2–7 (Casa: 0–3; Trasferta: 2–4) | Record mese: 2–7 (Casa: 0–3; Trasferta: 2–4) | Record mese: 2–7 (Casa: 0–3; Trasferta: 2–4) | Record mese: 2–7 (Casa: 0–3; Trasferta: 2–4) | Record mese: 2–7 (Casa: 0–3; Trasferta: 2–4) | Record mese: 2–7 (Casa: 0–3; Trasferta: 2–4) | Record mese: 2–7 (Casa: 0–3; Trasferta: 2–4) | Record mese: 2–7 (Casa: 0–3; Trasferta: 2–4) |
| Partita                                      | Data                                         | Avversario                                   | Punteggio                                    | Più punti                                    | Più rimbalzi                                 | Più assist                                   | Spettatori                                   | Record                                       |
| -------------------------------------------- | -------------------------------------------- | -------------------------------------------- | -------------------------------------------- | -------------------------------------------- | -------------------------------------------- | -------------------------------------------- | -------------------------------------------- | -------------------------------------------- |
| 54                                           | 1 febbraio                                   | Houston Rockets                              | S 91–102                                     | Danny Green (22)                             | Dejounte Murray (11)                         | Aldridge, Ginobili, Green, Murray (22)       | AT&T Center 18.418                           | 34–20                                        |
| 55                                           | 3 febbraio                                   | Utah Jazz                                    | S 111–120                                    | LaMarcus Aldridge (31)                       | Pau Gasol (11)                               | Tony Parker (9)                              | AT&T Center 18.418                           | 34–21                                        |
| 56                                           | 7 febbraio                                   | @ Phoenix Suns                               | V 129–81                                     | LaMarcus Aldridge (23)                       | LaMarcus Aldridge (13)                       | Aldridge, Anderson, Gasol (4)                | Talking Stick Resort Arena 15.993            | 35–21                                        |
| 57                                           | 10 febbraio                                  | @ G.S. Warriors                              | S 105–122                                    | Aldridge, Anderson (20)                      | Derrick White (7)                            | Manu Ginobili (6)                            | Oracle Arena 19.596                          | 35–22                                        |
| 58                                           | 12 febbraio                                  | @ Utah Jazz                                  | S 99–101                                     | Kyle Anderson (16)                           | Pau Gasol (15)                               | Pau Gasol (6)                                | Vivint Smart Home Arena 18.306               | 35–23                                        |
| 59                                           | 13 febbraio                                  | @ Denver Nuggets                             | S 109–117                                    | Joffrey Lauvergne (26)                       | Joffrey Lauvergne (12)                       | Tony Parker (4)                              | Pepsi Center 17.623                          | 35–24                                        |
| Pausa All-Star Weekend                       |                                              |                                              |                                              |                                              |                                              |                                              |                                              |                                              |
| 60                                           | 23 febbraio                                  | @ Denver Nuggets                             | S 119–122                                    | LaMarcus Aldridge (38)                       | Pau Gasol (12)                               | Mills, Murray, Parker (5)                    | Pepsi Center 20.027                          | 35–25                                        |
| 61                                           | 25 febbraio                                  | @ Cleveland Cavaliers                        | V 110–94                                     | LaMarcus Aldridge (27)                       | Dejounte Murray (9)                          | Mills, Murray (5)                            | Quicken Loans Arena 20.562                   | 36–25                                        |
| 62                                           | 28 febbraio                                  | N.O. Pelicans                                | S 116–121                                    | Rudy Gay (19)                                | Dejounte Murray (9)                          | Dejounte Murray (5)                          | AT&T Center 18.418                           | 36–26                                        |

#### Marzo
| Marzo 2018                                   | Marzo 2018                                   | Marzo 2018                                   | Marzo 2018                                   | Marzo 2018                                   | Marzo 2018                                   | Marzo 2018                                   | Marzo 2018                                   | Marzo 2018                                   |
| Record mese: 8–6 (Casa: 8–1; Trasferta: 0–5) | Record mese: 8–6 (Casa: 8–1; Trasferta: 0–5) | Record mese: 8–6 (Casa: 8–1; Trasferta: 0–5) | Record mese: 8–6 (Casa: 8–1; Trasferta: 0–5) | Record mese: 8–6 (Casa: 8–1; Trasferta: 0–5) | Record mese: 8–6 (Casa: 8–1; Trasferta: 0–5) | Record mese: 8–6 (Casa: 8–1; Trasferta: 0–5) | Record mese: 8–6 (Casa: 8–1; Trasferta: 0–5) | Record mese: 8–6 (Casa: 8–1; Trasferta: 0–5) |
| Partita                                      | Data                                         | Avversario                                   | Punteggio                                    | Più punti                                    | Più rimbalzi                                 | Più assist                                   | Spettatori                                   | Record                                       |
| -------------------------------------------- | -------------------------------------------- | -------------------------------------------- | -------------------------------------------- | -------------------------------------------- | -------------------------------------------- | -------------------------------------------- | -------------------------------------------- | -------------------------------------------- |
| 63                                           | 3 marzo                                      | L.A. Lakers                                  | S 112–116                                    | Pau Gasol (19)                               | Pau Gasol (10)                               | Pau Gasol (8)                                | AT&T Center 18.557                           | 36–27                                        |
| 64                                           | 5 marzo                                      | Memphis Grizzlies                            | V 100–98                                     | Tony Parker (23)                             | LaMarcus Aldridge (8)                        | Anderson, Gasol, Parker (5)                  | AT&T Center 18.418                           | 37–27                                        |
| 65                                           | 8 marzo                                      | @ G.S. Warriors                              | S 107–110                                    | LaMarcus Aldridge (30)                       | LaMarcus Aldridge (17)                       | Tony Parker (7)                              | Oracle Arena 19.596                          | 37–28                                        |
| 66                                           | 10 marzo                                     | @ Oklahoma Thunder                           | S 94–104                                     | Bertāns, Gay (14)                            | Aldridge, Gasol (7)                          | Emanuel Ginóbili (6)                         | Chesapeake Energy Arena 18.203               | 37–29                                        |
| 67                                           | 12 marzo                                     | @ Houston Rockets                            | S 93–109                                     | Forbes, White (14)                           | Joffrey Lauvergne (6)                        | Murray, Forbes, Parker (3)                   | Toyota Center 18.092                         | 37–30                                        |
| 68                                           | 13 marzo                                     | Orlando Magic                                | V 108–72                                     | Lamarcus Aldridge (24)                       | Dejounte Murray (8)                          | Tony Parker (8)                              | AT&T Center 18.418                           | 38–30                                        |
| 69                                           | 15 marzo                                     | N.O. Pelicans                                | V 98–93                                      | Lamarcus Aldridge (25)                       | Dejounte Murray (12)                         | Anderson, Parker (4)                         | AT&T Center 18.418                           | 39–30                                        |
| 70                                           | 17 marzo                                     | Minnesota T'wolves                           | V 117–101                                    | Lamarcus Aldridge (39)                       | Lamarcus Aldridge (10)                       | Pau Gasol (8)                                | AT&T Center 18.418                           | 40–30                                        |
| 71                                           | 19 marzo                                     | G.S. Warriors                                | V 89–75                                      | Lamarcus Aldridge (33)                       | Lamarcus Aldridge (12)                       | Dejounte Murray (5)                          | AT&T Center 18.418                           | 41–30                                        |
| 72                                           | 21 marzo                                     | Wash. Wizards                                | V 98–90                                      | Lamarcus Aldridge (27)                       | Dejounte Murray (10)                         | Aldridge, Anderson (4)                       | AT&T Center 18.418                           | 42–30                                        |
| 73                                           | 23 marzo                                     | Utah Jazz                                    | V 124–120 (OT)                               | Lamarcus Aldridge (45)                       | Lamarcus Aldridge (9)                        | Dejounte Murray (5)                          | AT&T Center 18.418                           | 43–30                                        |
| 74                                           | 25 marzo                                     | @ Milwaukee Bucks                            | S 103–106                                    | Lamarcus Aldridge (34)                       | Pau Gasol (13)                               | Ginobili, Murray (3)                         | Bradley Center 18.717                        | 43–31                                        |
| 75                                           | 27 marzo                                     | @ Wash. Wizards                              | S 106–116                                    | Lamarcus Aldridge (13)                       | Pau Gasol (6)                                | Forbes, Mills (6)                            | Capital One Arena 19.588                     | 43–32                                        |
| 76                                           | 29 marzo                                     | Oklahoma Thunder                             | V 103–99                                     | LaMarcus Aldridge (25)                       | Pau Gasol (12)                               | Dejounte Murray (7)                          | AT&T Center 18.418                           | 44–32                                        |

#### Aprile
| Aprile 2018                                  | Aprile 2018                                  | Aprile 2018                                  | Aprile 2018                                  | Aprile 2018                                  | Aprile 2018                                  | Aprile 2018                                  | Aprile 2018                                  | Aprile 2018                                  |
| Record mese: 3–3 (Casa: 3–0; Trasferta: 0–3) | Record mese: 3–3 (Casa: 3–0; Trasferta: 0–3) | Record mese: 3–3 (Casa: 3–0; Trasferta: 0–3) | Record mese: 3–3 (Casa: 3–0; Trasferta: 0–3) | Record mese: 3–3 (Casa: 3–0; Trasferta: 0–3) | Record mese: 3–3 (Casa: 3–0; Trasferta: 0–3) | Record mese: 3–3 (Casa: 3–0; Trasferta: 0–3) | Record mese: 3–3 (Casa: 3–0; Trasferta: 0–3) | Record mese: 3–3 (Casa: 3–0; Trasferta: 0–3) |
| Partita                                      | Data                                         | Avversario                                   | Punteggio                                    | Più punti                                    | Più rimbalzi                                 | Più assist                                   | Spettatori                                   | Record                                       |
| -------------------------------------------- | -------------------------------------------- | -------------------------------------------- | -------------------------------------------- | -------------------------------------------- | -------------------------------------------- | -------------------------------------------- | -------------------------------------------- | -------------------------------------------- |
| 77                                           | 1 aprile                                     | Houston Rockets                              | V 100–83                                     | LaMarcus Aldridge (23)                       | LaMarcus Aldridge (14)                       | Kyle Anderson (5)                            | AT&T Center 18.418                           | 45–32                                        |
| 78                                           | 3 aprile                                     | @ L.A. Clippers                              | S 110–113                                    | Lamarcus Aldridge (35)                       | Lamarcus Aldridge (9)                        | Patty Mills (5)                              | Staples Center 17.449                        | 45–33                                        |
| 79                                           | 4 aprile                                     | @ L.A. Lakers                                | S 112–122 (OT)                               | Lamarcus Aldridge (28)                       | Pau Gasol (12)                               | Dejounte Murray (6)                          | Staples Center 18.997                        | 45–34                                        |
| 80                                           | 7 aprile                                     | Portland T. Blazers                          | V 116–105                                    | Lamarcus Aldridge (28)                       | Lamarcus Aldridge (8)                        | Patty Mills (6)                              | AT&T Center 18.610                           | 46–34                                        |
| 81                                           | 9 aprile                                     | Sacramento Kings                             | V 98–85                                      | Rudy Gay (18)                                | Lamarcus Aldridge (14)                       | Manu Ginobili (5)                            | AT&T Center 18.418                           | 47–34                                        |
| 82                                           | 11 aprile                                    | @ N.O. Pelicans                              | S 98–122                                     | Aldridge, Murray, Parker (11)                | Gasol, Gay (7)                               | Gasol, Ginobili (4)                          | Smoothie King Center 18.573                  | 47–35                                        |

### Playoff

#### Primo turno

##### (7) San Antonio Spurs – (2) Golden State Warriors
| Playoffs 2018                                | Playoffs 2018                                | Playoffs 2018                                | Playoffs 2018                                | Playoffs 2018                                | Playoffs 2018                                | Playoffs 2018                                | Playoffs 2018                                | Playoffs 2018                                |
| Primo turno: 1–4 (Casa: 1–1; Trasferta: 0–3) | Primo turno: 1–4 (Casa: 1–1; Trasferta: 0–3) | Primo turno: 1–4 (Casa: 1–1; Trasferta: 0–3) | Primo turno: 1–4 (Casa: 1–1; Trasferta: 0–3) | Primo turno: 1–4 (Casa: 1–1; Trasferta: 0–3) | Primo turno: 1–4 (Casa: 1–1; Trasferta: 0–3) | Primo turno: 1–4 (Casa: 1–1; Trasferta: 0–3) | Primo turno: 1–4 (Casa: 1–1; Trasferta: 0–3) | Primo turno: 1–4 (Casa: 1–1; Trasferta: 0–3) |
| Partita                                      | Data                                         | Avversario                                   | Punteggio                                    | Più punti                                    | Più rimbalzi                                 | Più assist                                   | Spettatori                                   | Serie                                        |
| -------------------------------------------- | -------------------------------------------- | -------------------------------------------- | -------------------------------------------- | -------------------------------------------- | -------------------------------------------- | -------------------------------------------- | -------------------------------------------- | -------------------------------------------- |
| 1                                            | 14 aprile                                    | @ G.S. Warriors                              | S 92–113                                     | Rudy Gay (15)                                | Rudy Gay (6)                                 | Pau Gasol (4)                                | Oracle Arena 19.596                          | 0–1                                          |
| 2                                            | 16 aprile                                    | @ G.S. Warriors                              | S 101–116                                    | LaMarcus Aldridge (34)                       | LaMarcus Aldridge (12)                       | Aldridge, Gay, Gasol, Ginobili, Mills (3)    | Oracle Arena 19.596                          | 0–2                                          |
| 3                                            | 19 aprile                                    | G.S. Warriors                                | S 97–110                                     | LaMarcus Aldridge (18)                       | LaMarcus Aldridge (10)                       | Aldridge, Murray (4)                         | AT&T Center 18.418                           | 0–3                                          |
| 4                                            | 22 aprile                                    | G.S. Warriors                                | V 103–90                                     | LaMarcus Aldridge (22)                       | LaMarcus Aldridge (10)                       | Ginobili, Mills (5)                          | AT&T Center 18.418                           | 1–3                                          |
| 5                                            | 24 aprile                                    | @ G.S. Warriors                              | S 91–99                                      | LaMarcus Aldridge (30)                       | LaMarcus Aldridge (12)                       | Manu Ginobili (7)                            | Oracle Arena 19.596                          | 1–4                                          |

## Mercato

### Free Agency

#### Prolungamenti contrattuali
| Giocatore     | Contratto                      |
| ------------- | ------------------------------ |
| Pau Gasol     | 3 anni – 48 milioni di dollari |
| Patty Mills   | 4 anni – 50 milioni di dollari |
| Manu Ginobili | 2 anni – 5 milioni di dollari  |

#### Acquisti
| Giocatore       | Contratto                       | Provenienza      |
| --------------- | ------------------------------- | ---------------- |
| Rudy Gay        | 2 anni – 17 milioni di dollari  | Sacramento Kings |
| Brandon Paul    | 2 anni – 2,2 milioni di dollari | Anadolu Efes     |
| Matt Costello   | Contratto Two-way               | Iowa Energy      |
| Darrun Hilliard | Contratto Two-way               | Detroit Pistons  |

#### Cessioni
| Giocatore        | Motivo     | Nuova squadra |
| ---------------- | ---------- | ------------- |
| Jonathon Simmons | Free agent | Orlando Magic |
| Dewayne Dedmon   | Free agent | Atlanta Hawks |
| Joel Anthony     | Rilasciato | San Lorenzo   |

## Premi individuali
| Assegnato a       | Premio                                       | Data premio   | Ref.   |
| ----------------- | -------------------------------------------- | ------------- | ------ |
| LaMarcus Aldridge | Giocatore della settimana Western Conference | 27 marzo 2018 | [ 10 ] |